# Мальчик из Турканы
Турка́нский мальчик — скелет подростка; самый полный из найденных останков, относящихся к виду человек работающий (Homo ergaster).

## История открытия
В августе 1984 года кенийский антрополог Камойя Кимеу (Kamoya Kimeu), участник экспедиции Ричарда Лики, обнаружил небольшой фрагмент лобной кости черепа, по всей видимости, принадлежащий гоминиду. Находка произошла в Кении в галечных отложениях высохшего русла реки Нариокотоме, примерно в 5 км к западу от озера Туркана. Последующие раскопки, продолжавшиеся 6 лет и охватившие площадь около 425 м², выявили множество разрозненных костей, часть из которых принадлежала искомому организму.
Собранные воедино, они представили более чем наполовину сохранившийся скелет человекообразного существа — судя по размерам, подросткового возраста. Находка, зарегистрированная под музейным кодом KNM-WT 15000, получила известность по месту её нахождения — «мальчик из Турканы», или «мальчик из Нариокотоме» (англ. Turkana Boy, Nariokotome Boy). Само место открытия стало называться Нариокотоме III (Nariokotome III).
Найденные кости поместили в специальные контейнеры и передали на хранение в Национальный музей Кении. Первая выставка скелета, состоявшаяся в 2007 году, сопровождалась громким скандалом: епископ Бонифас Адойо (Boniface Adoyo), глава 35 евангелистских общин Кении, призвал прихожан бойкотировать выставку и заявил: «Я не происхожу от „Мальчика Турканы“ или чего-то такого, как он».

## Геологический возраст находки
Для определения возраста находки использовался метод калий-аргонного датирования: измерялась радиоактивность окружающих её вулканических пород. Возраст нижележащего горного слоя был оценён в 1,88 млн лет, вышележащего — в 1,39 млн лет. Далее специалисты произвели приблизительный подсчёт времени на формирование промежуточных пород и пришли к выводу, что мальчик жил примерно 1,53 млн лет назад в эпоху раннего палеолита. Оказалось, что это не только достаточно полный, но и один из ранних экземпляров представителей рода Homo, положивший начало эволюции современного человека.

## Описание

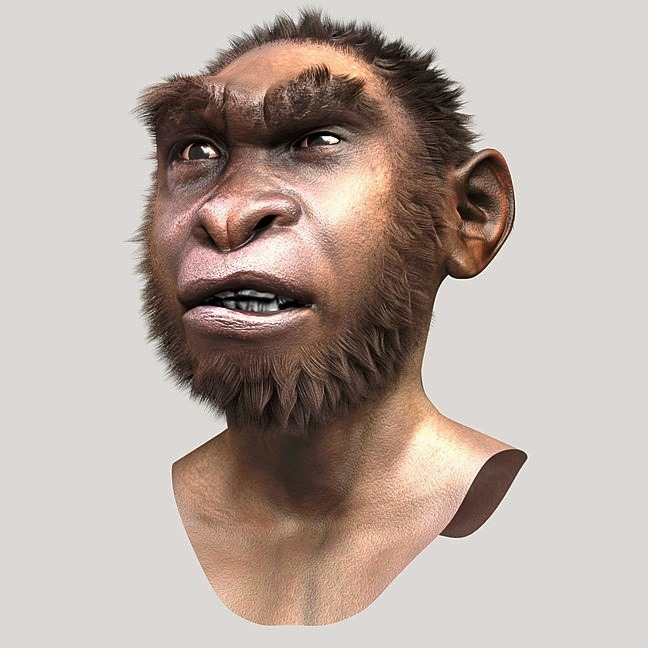
Реконструкция лица

Результаты научного исследования находки, произведённого непосредственными участниками экспедиции, были опубликованы в 1993 году в монографии «Nariokotome Homo Erectus Skeleton» (редакторы — А. Уокер и Р. Лики). Авторы определили её как экземпляр эректуса (Homo erectus), непосредственного предка современного человека, хотя и признали, что в работах других авторов, в частности Бернарда Вуда (Bernard Wood, 1991, 1992), столь древние представители человеческого рода на африканском континенте классифицируются как более примитивный и предшествующий эректусу вид Homo ergaster.
Было собрано более 150 фрагментов скелета, из которых около 70 принадлежали черепу (не считая зубов); общее количество костей достигло 108 единиц. Не были найдены большинство элементов кистей и стоп, а также некоторые части трубчатых костей. Почти все кости оказались повреждёнными, но не выветренными. Исследователи предположили, что тело погибшего гоминида каким-то образом оказалось в заболоченном водоёме, в котором какое-то время дрейфовало лицом вниз: отвалившиеся зубы были найдены тремя метрами ниже основной массы фрагментов. Физической деформации и фрагментации костей могли способствовать обитавшие в водоёме крупные животные. Спустя время скелет оказался на мелководье, где погрузился в ил и оставался в нём до тех пор, пока процесс эрозии не вынес его на поверхность.
Антрополог Холли Смит (B. Holly Smith), изучившая состояние зубов, пришла к заключению, что речь скорее всего идёт о ребёнке 9—12 лет — утолщение эмали в основании обнаруженных на своём месте клыков свидетельствовало о том, что эти зубы молочные. Повторный анализ, проведённый Смит совместно с сотрудником Университетского колледжа Лондона Кристофером Дином (Christopher Dean) и опубликованный в 2009 году, указал на более точный результат: 10—10,5 лет. Ещё один метод, использовавшийся для определения возраста, основан на анализе костного эпифиза, развитие которого у человека проходит в 11—15 лет, у человекообразных обезьян в 7—8 лет. В случае турканского мальчика он оказался недоразвитым и, основываясь на промежуточной модели развития между шимпанзе и современным человеком, учёные предположили, что подростку в момент гибели было около 13 лет.

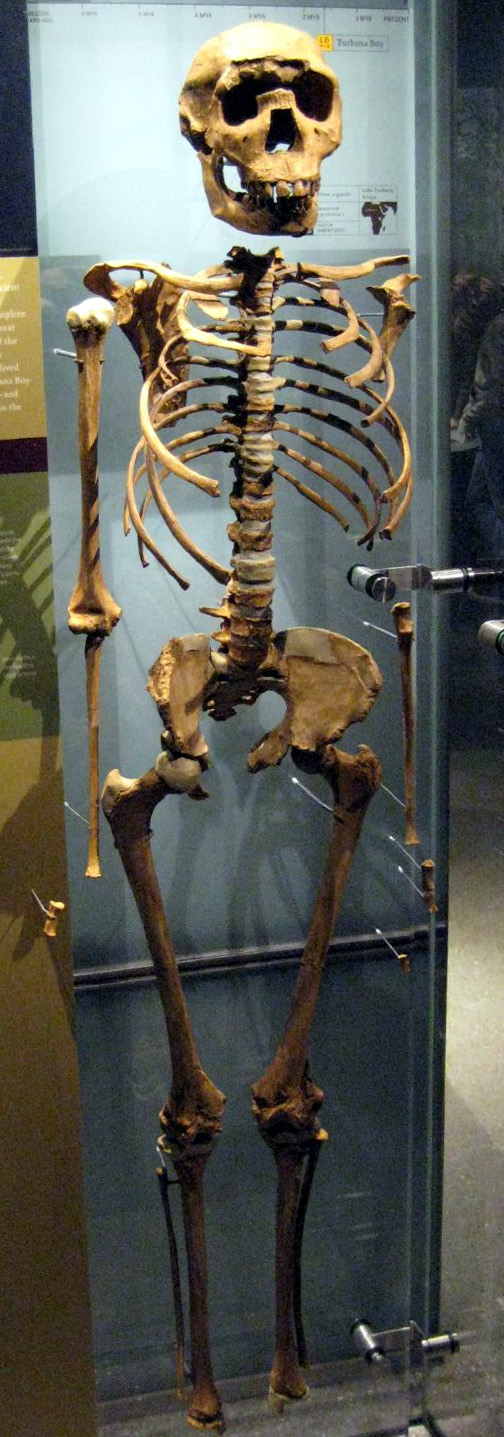
Гипсовый слепок находки в экспозиции Американского музея естественной истории

Оценка размеров и телосложения в работе «Nariokotome Homo Erectus Skeleton» была произведена Кристофером Руфом (Christopher Ruff) и Аланом Уокером (Alan Walker). Проведя регрессионный анализ длин бедренной (43,2 см), большеберцовой и локтевой костей, специалисты пришли к выводу, что рост гоминида в момент смерти составлял около 160 см, что необычно много для детского возраста; современный юноша достигает его не ранее, чем в пятнадцатилетнем возрасте. При условии, что в момент смерти ему исполнилось 11 или 12 лет, в дальнейшем его рост мог бы достичь 185 см (в современном мире лишь 17 % людей не ниже этого роста). Возможная масса индивидуума, подсчитанная по объёму груди, могла составлять 48 кг, что в целом соответствует массе современного человека в соответствующий период жизни. Невысокое пропорциональное соотношение длин плечевой кости и предплечья, а также большеберцовой и бедренной костей указывало на то, что гоминид жил в условиях жаркого, тропического климата, который характерен для Восточной Африки по крайней мере последние 2 млн лет.
Половая принадлежность подростка была определена по характерной для мужчин узкой форме большой седалищной вырезки — заднего края тела седалищной кости.
Грудная клетка Homo erectus из Турканы (KNM-WT 15000) более похожа на грудную клетку более коренастых неандертальцев (такого как  Кебара-2), чем на грудную клетку Homo sapiens.

## Гипотезы
В связи с тем, что турканский мальчик отличался от австралопитека гораздо менее мощными челюстями и зубами, можно предположить, что он уже употреблял в пищу мясо (челюсти стали более «изящными», так как отпала необходимость раскалывания орехов зубами и пережёвывания значительных объёмов грубой растительной пищи). Зрение турканского мальчика, вероятно, было острее и чётче, чем у австралопитека (так как теменная часть черепа, в которой находится центр зрения, у него значительно шире). Некоторые учёные выдвигали гипотезы, что соплеменники турканского мальчика владели зачатками речи, однако один из участников экспедиции, нашедшей останки, Алан Уокер, высказался по этому поводу резко отрицательно, допустив только, что набор используемых ими звуков мог быть весьма широк.
В 2010 году альтернативную гипотезу биологического возраста предложили сотрудники Флоридского Атлантического университета. По их мнению, при предыдущей экстраполяции были использованы ошибочные предпосылки, и ни одна из современных моделей развития (в том числе шимпанзе и человека) не могут быть напрямую применены по отношению к турканскому мальчику. Специалисты составили 18 различных траекторий роста, экспериментируя с показателями его средней скорости, скорости увеличения объёма мозга, сроками ускорения роста в определённый отрезок жизни, и рядом других параметров. Наиболее вероятным был признан вариант, при котором мальчику в момент гибели было 8—10 лет и его рост составлял 154 см. Он, в отличие от Homo sapiens, уже прошёл стадию ускоренного роста (которая, к тому же, была непродолжительной и слабо выраженной) и во взрослом состоянии достиг бы высоты не более 163 см.